# ГЕС Рів'єр-де-Прері
ГЕС Рів'єр-де-Прері – гідроелектростанція у канадській провінції Квебек. Розташована на Рів'єр-де-Прері – протоці,що з’єднує устя Оттави з річкою Святого Лаврентія (дренує Великі озера).
В межах проекту протоку між правим берегом Рів'єр-де-Прері (він же острів Монреаль) та островом Île de la Visitation перекрили бетонною гравітаційною греблею Simon-Sicard висотою 11 метрів та довжиною 1357 метрів (разом з бічними частинами). Інша споруда того ж типу – гребля Rivière-des-Prairies – спершу тягнеться в напрямку течії річки, сполучаючи Île de la Visitation з наступним островом Île du Cheval de Terre, а за 1,8 км нижче від греблі Simon-Sicard завертає до лівого берегу. Ця споруда має довжину 1233 метри, висоту 12 метрів та утримує водосховище з об’ємом 15 млн м3.
Розташована поперек річки частина греблі Rivière-des-Prairies включає машинний зал, обладнаний шістьома пропелерними (helice) турбінами загальною потужністю 54 МВт, які використовують напір у 7,9 метра.